# Колвица (река)
Ко́лвица — река в Кандалакшском районе Мурманской области. Длина 9 км. Площадь бассейна 1310 км². Исток реки расположен на выходе из Колвицкого озера, впадает в Колвицкую губу Кандалакшского залива Белого моря.

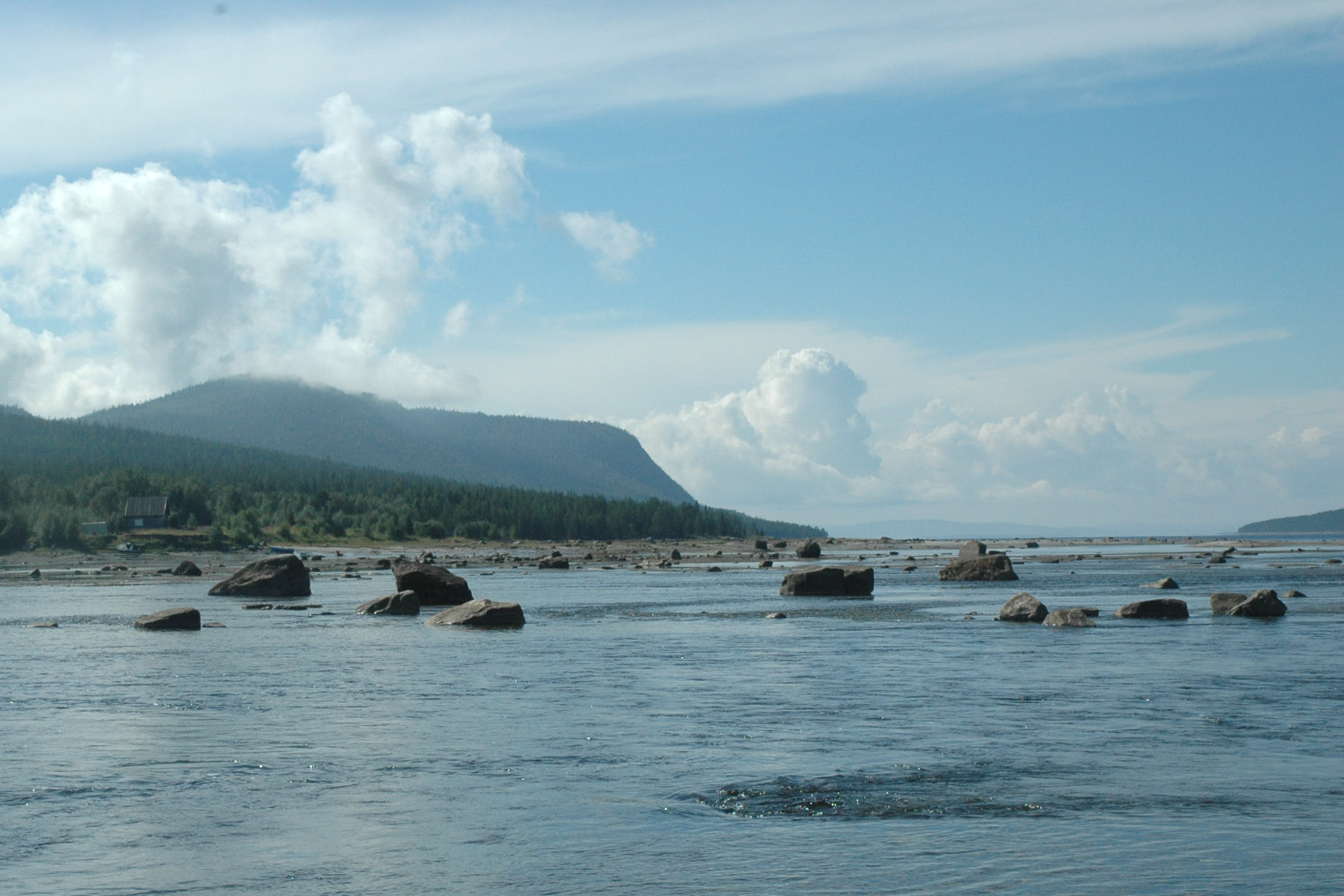
Река Колвица в месте впадения в Колвицкую губу Белого моря

Река на всем протяжении порожиста. Крупнейшие пороги Кривой, Прижимистый, Прямой, Белый, Чёрный. В нижнем течении находятся Колвицкие водопады. Питание в основном снеговое, регулируется плотиной у истока, подпирающей Колвицкое озеро. Крупнейшие притоки — ручьи Чёрный и Белый. Река является рыбоохранной зоной.
Вдоль реки проходит автомобильная дорога Кандалакша — Умба. В устье реки расположено село Колвица. Через реку перекинуто 2 автомобильных моста, у истока и у устья.

## Галерея

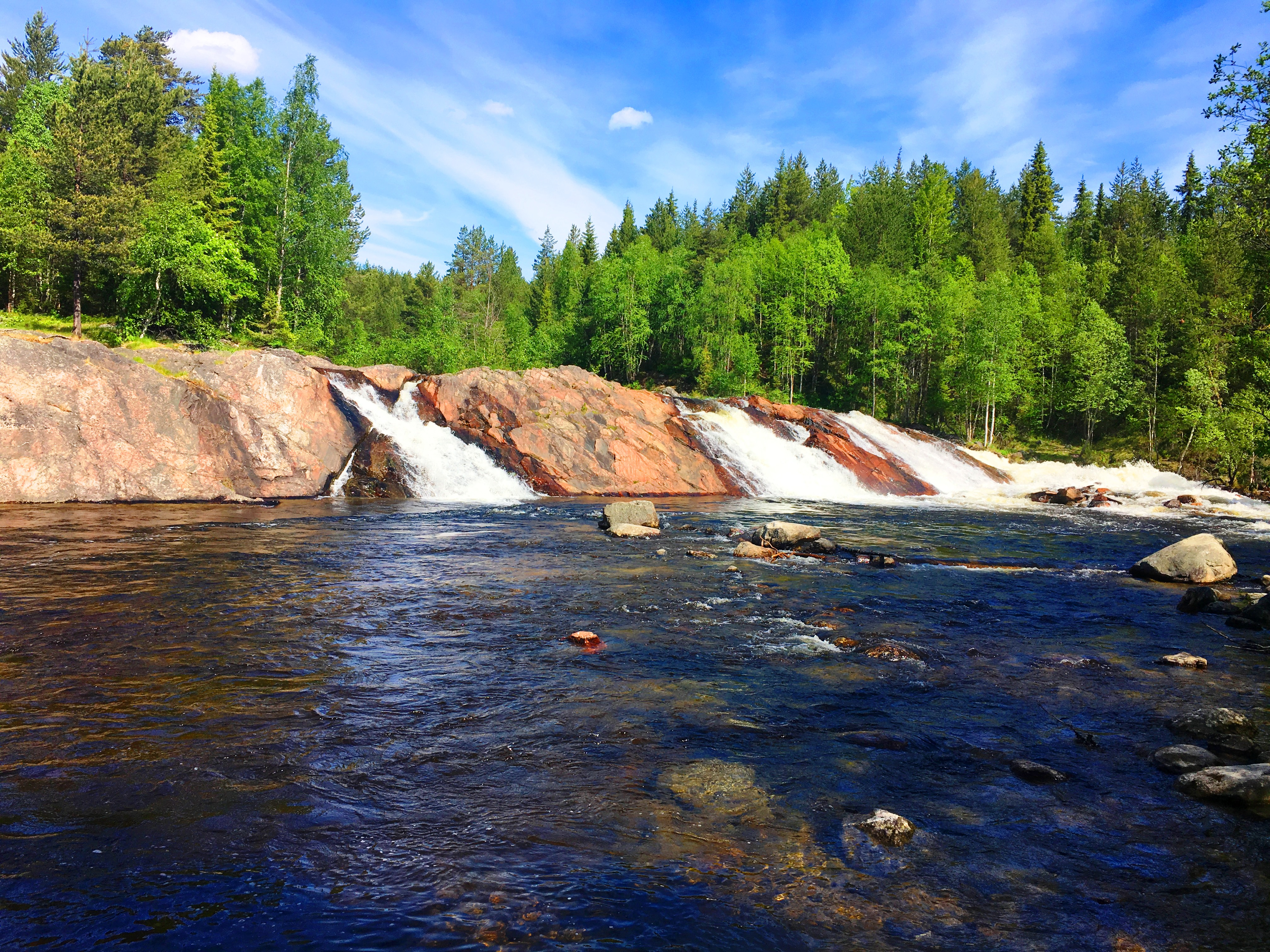
Колвицкие водопады
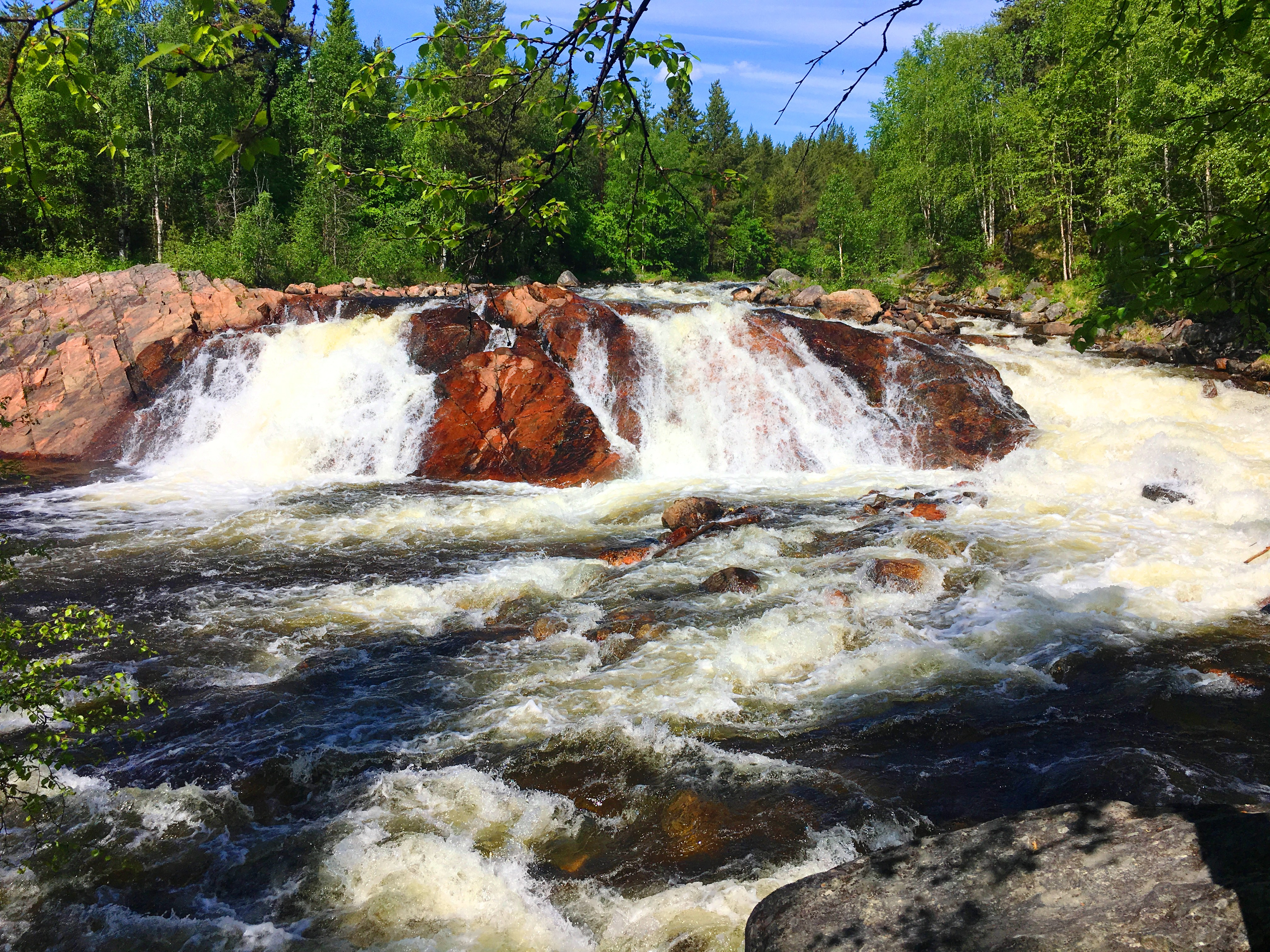
Колвицкие водопады
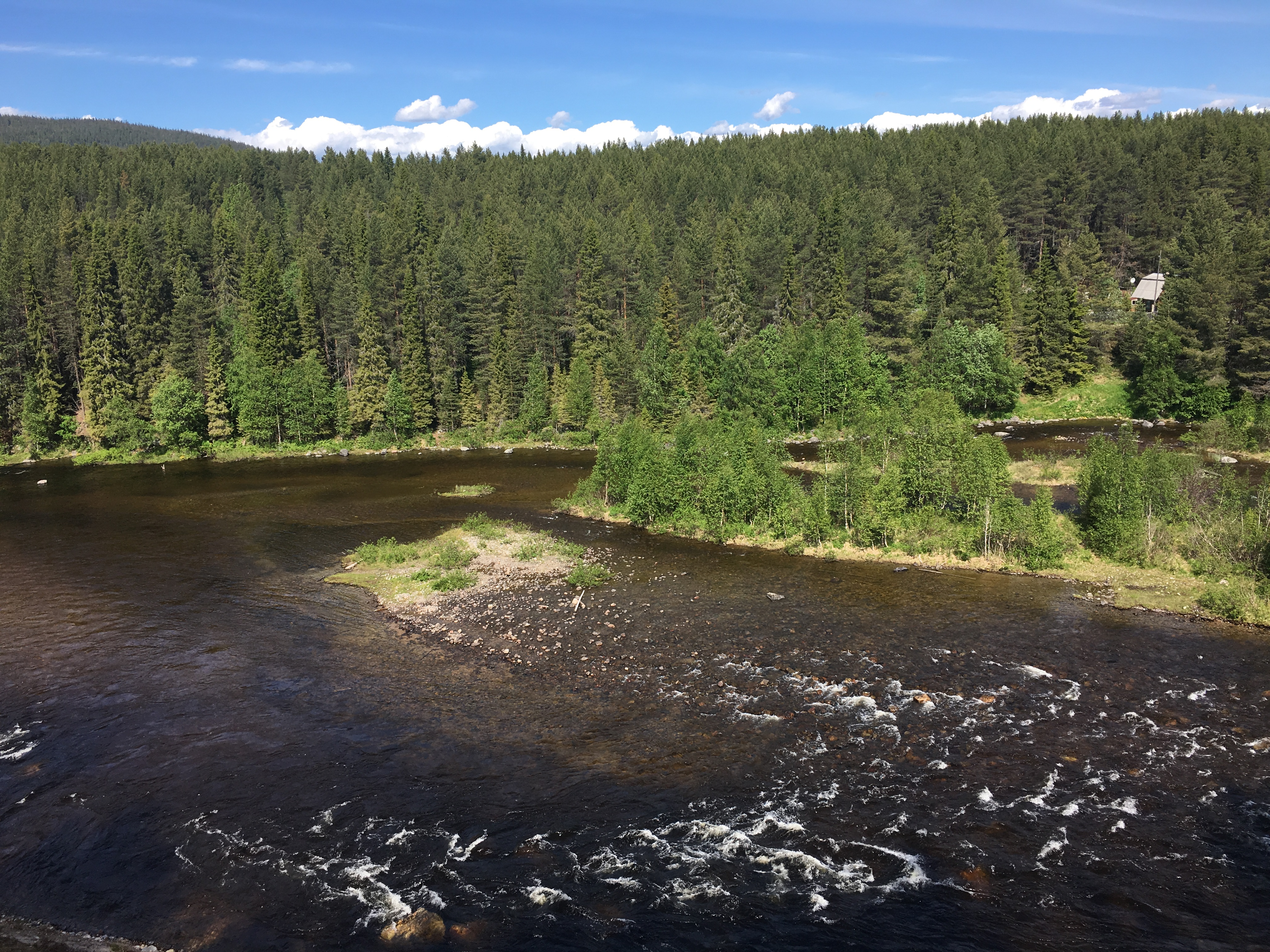
Река Колвица
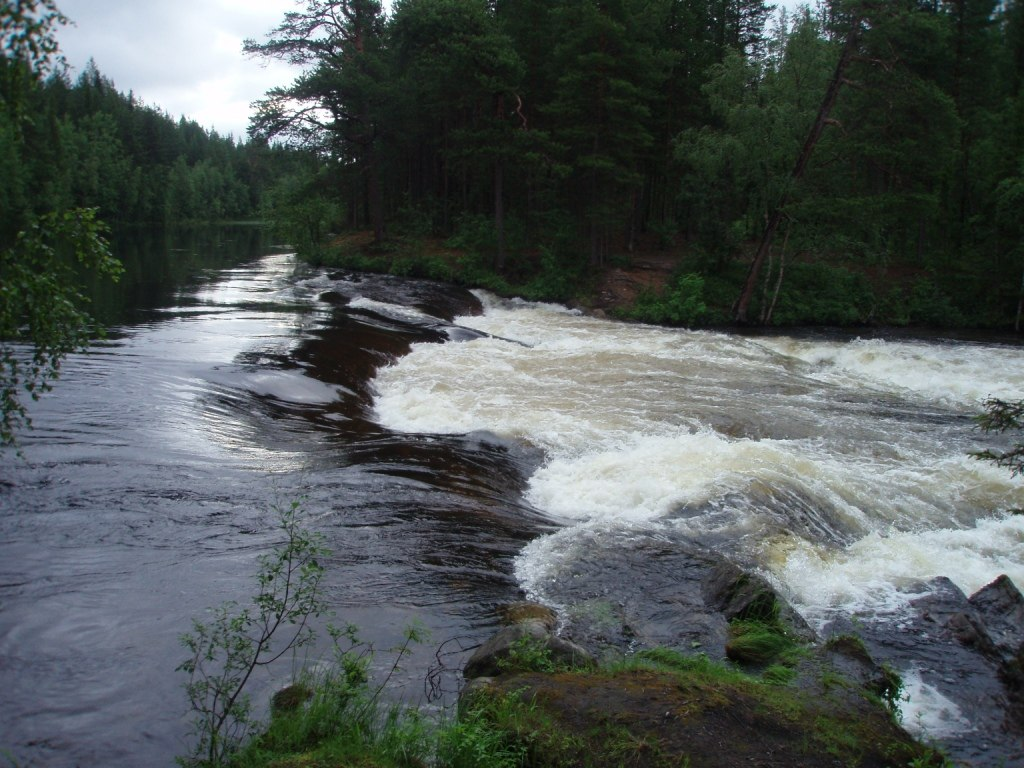
Порог на реке Колвица